# امرسون رویال
امرسون (پرتغالی: Emerson؛ زادهٔ ۱۴ ژانویهٔ ۱۹۹۹) بازیکن فوتبال اهل برزیل است که برای باشگاه آث میلان بازی می‌کند.
از باشگاه‌هایی که وی در آن بازی کرده‌است می‌توان به باشگاه فوتبال اتلتیکو مینیروو، بارسلونا، رئال بتیس و تاتنهام اشاره کرد.
وی همچنین در تیم‌های ملی فوتبال زیر ۲۰ سال برزیل و زیر ۲۳ سال برزیل و تیم ملی فوتبال برزیل بازی کرده‌است.